# VANDALIZE (THE RODEO CARBURETTORのアルバム)
『VANDALIZE』（ヴァンダライズ）はTHE RODEO CARBURETTORのミニ・アルバム。

## 内容
「意図的破壊」をテーマにして、彼らの自信や意志が伝わってくるような内容になっている。しかし、活動休止前としては最後の作品となった。

## 批評
CDジャーナル「バンド名そのままの骨太に疾走するバンド・サウンドがカッコいい。ライヴのダイナミズムを活かしたストレートな音像はスケール感にあふれており、息をもつかせぬスリリングな展開は圧巻」と評した。

## 収録曲
1. John-Blaze
2. Light
3. Harry-Starkers
4. My Darling
5. Suffusion
6. DAYTONA
7. Paradigm Shift
8. I'm still

全曲　作詞・作曲：鍛冶毅　編曲：THE RODEO CARBURETTOR